# Бюст Араканцева (Семикаракорск)
Бюст Араканцева — бюст заслуженного строителя РСФСР Алексея Александровича Араканцева в городе Семикаракорск Ростовской области.

## История
В городе Семикаракорске установлено несколько бюстов известным людям города и района: писателю В. А. Закруткину, писателю Б. Н. Куликову, строителю А. А. Араканцеву, руководителю рыболовецкого хозяйства И. В. Абрамову. Автором этих бюстов был семикаракорский скульптор, художник Иван Иванович Масличенко.
В городе установлен бюст заслуженному строителю РСФСР Алексею Александровичу Араканцеву.
Алексей Александрович Араканцев родился в 1929 году в станице Семикаракорской Ростовской области. Здесь же он учился, с 1958 года работал строителем. Работал мастером Семикаракорского МСО, а в 1965 года возглавил организацию.
С его участием в области были построены: Задоно-Кагальницкая птицефабрика, нефтебаза, консервный и сыродельный заводы, больничный комплекс, районный Дом культуры, школы № 1, № 2, № 3, детский сад «Золотая рыбка», учебный корпус и общежитие ПУ-73, жилые дома в городе Семикаракорске и другие строения.
А. А. Араканцев был награждён орденом Трудового Красного Знамени, орденом «Знак Почёта». Ему были присвоены звания: «Заслуженный строитель РСФСР», «Лучший строитель Дона».
Скончался в 2001 году, похоронен в Семикаракорске. Именем Араканцева назван проспект в Семикаракорске.

## Описание
Бетонный бюст Араканцева установлен на круглом бетонном постаменте, по окружности которого установлены ступеньки, символизирующие строительное дело Алексея Александровича. Обустроена территория вокруг памятника.